# Кари (великан)
Вижте пояснителната страница за други значения на Кари.
Кари (Kári) е великан в скандинавската митология, син на Форньот. Той е отъждествяван с вятъра.
Кари фигурира не само в митовете като приказен персонаж. Той е споменат в няколко скандинавски саги като конунг, наследник на кралството на баща си. Така напр. в „Как Норвегия бе населена“ („Hversu Noregr byggdist“) и в „История на владетелите на Оркни“ („Orkneyinga saga“) Кари управлява земите на баща си – „Kænlandi“ и „Finnlandi“. Също така в сагите Кари е баща на син наречен Фрости („слана“) в една от сагите или Йокул („лед“, „ледник“) в друга. Този негов син става баща на Снайр Стария (Snærr inn gamli), от когото тръгва цяла поредица конунги, за да се стигне до обединителя на Норвегия – Харал Прекраснокосия.